# Station Melick-Herkenbosch
Station Melick-Herkenbosch is een voormalig spoorwegstation aan de spoorlijn Antwerpen - Gladbach (IJzeren Rijn). Het station werd geopend op 15 februari 1879 en voor personenverkeer gesloten op 17 september 1944.

## Stationsgebouw
Het stationsgebouw werd gebouwd in 1879. In 1913 kreeg het station een extra verdieping.
In 1964 vond nog een verbouwing plaats, toen de sloopopdracht al de deur uit was. Deze verbouwing was voor het opnemen van de speelfilm Spuit Elf. Het gebouw diende als decor. In hetzelfde jaar werd het gebouw gesloopt. Het gebouw lag aan de stationsweg in Herkenbosch.

## Emplacement
Het emplacement van station Melick-Herkenbosch is altijd eenvoudig van opzet geweest. Bij de eerste plannen sprak men zelfs niet van een station maar van halte Melick-Herkenbosch. Van alle nieuw aan te leggen emplacementen langs het lijngedeelte Herentals-Vlodrop kwam Melick-Herkenbosch met 44.123 m² vreemd genoeg op de tweede plaats na Vlodrop. Het was zelfs groter dan de grensstations Hamont en Budel met 36.798 m² respectievelijk 36.319 m². Melick-Herkenbosch beschikte over 7 wissels, een laadmal en een weegbrug. De totale lengte aan opstelsporen bedroeg 1069 meter. Voor het transport van zinkwit werd in 1893 een extra los- en laadspoor aan gelegd. In 1902 volgde de aansluiting met de firma Bremmers en Wackers, die in 1905 weer afgebroken werd.
De volgende uitbreiding vindt plaats in 1908 bij de spoorverdubbeling. In 1913 wordt de eerste Limburge Fourage handel aangesloten. Deze aansluiting wordt tot 1937 gebruikt. Nadat het tweede spoor naar en van Vlodrop in onbruik was geraakt vond er aan de oostzijde van het emplacement een aanpassing plaats. Het gedeeltelijk herstel van het emplacement vond begin 1946 plaats. Hierna volgen nog vele aanpassingen en uitbreiding, o.a. voor de Lispin en de aan- en afvoer van materialen voor de in aanleg zijnde Staatsmijn Beatrix.
Voor de nieuwe kolenmijn zou het emplacement van Herkenbosch uitgebreid worden, maar dit vond geen doorgang. Ter compensatie werd westelijk van station Herkenbosch een industrieterrein aangelegd. Hiervoor werd vanuit station Herkenbosch een stamlijn aangelegd met aansluitingen. Met de afbraak van het stationsgebouw was station Herkenbosch veranderd in losplaats Herkenbosch. De bediening van wissels en beveiliging vonden plaats vanuit station Roermond.
Het emplacement ligt er nog steeds zo bij, alleen de beveiliging en bediening is niet meer te gebruiken.

## Omgeving
Aan beide zijden van het emplacement lagen twee wachtposten, genummerd 7 en 6. Veel verder oostelijk lagen 5 en 4. Op het grondgebied van de gemeente Vlodrop lagen de wachtposten 3, 2 en 1.
55: Budel ·
64: Weert ·
73: Kelpen ·
77: Baexem-Heythuysen ·
Haelen ·
Buggenum ·
88: Roermond ·
94: Melick-Herkenbosch ·
102: Vlodrop
Beek-Elsloo ·
Blerick · 
Bunde · 
Chevremont · 
Echt ·
Eijsden ·
Eygelshoven ·
-Markt · 
Geleen:
-Lutterade · 
-Oost · 
Heerlen ·
-Woonboulevard ·
Hoensbroek · 
Horst-Sevenum · 
Houthem-Sint Gerlach · 
Kerkrade Centrum ·
Klimmen-Ransdaal · 
Landgraaf · 
Maastricht ·
-Noord · 
-Randwyck · 
Meerssen ·
Mook-Molenhoek ·
Nuth · 
Reuver · 
Roermond ·
Schin op Geul · 
Schinnen · 
Sittard · 
Spaubeek · 
Susteren · 
Swalmen · 
Tegelen · 
Valkenburg · 
Venlo · 
Venray ·
Voerendaal · 
Weert
Voormalige stations: zie de lijst van voormalige spoorwegstations in Limburg (Nederland)